# Умран, Мухаммед
Мухаммед Умран (1922 — 4 марта 1972) — сирийский государственный деятель, один из основателей военного комитета объединённой партии Баас. Находился у власти в период с революции 8 марта и вплоть до государственного переворота 1966 года.

## Биография
Родился в 1922 году в селении аль-Мухаррам, расположенном к востоку от Хомса, в алавитской семье, принадлежавшей к племени Хайятин. Служил в сирийской армии, принимал участие в арабо-израильской войне 1948 года. После ряда вмешательств в политику Сирии со стороны военных увлёкся политической деятельностью. Был одним из участников путча, в результате которого Акрам Хаурани сверг Адиба аш-Шишакли.
Вместе с Хафезом Асадом, Салахом Джадидом, Ахмадом аль-Миром и Абд аль-Каримом аль-Джунди основал военный комитет партии Баас, лидером которого де-факто являлся Умран. До революции 8 марта занимал должность председателя комитета, а также являлся старейшим его членом. Первоначальной целью военного комитета являлось восстановление партии Баас, распущенной Гамалем Насером после создания объединённой арабской республики (ОАР). В период существования ОАР Умран и Джадид совершили ряд поездок по стране, в ходе которых им удалось установить контакты с бывшими членами партии «Баас», не сообщая им о существовании военного комитета. После распада ОАР Умран связался с членами комитета и обсудил с ними возможность государственного переворота с целью восстановления партии. Оценив политический климат в Сирии и влияние партии Басс относительно других партий, Умран пришёл к выводу об успешности планируемого переворота.
Являлся одним из делегатов 5-го Национального конгресса, там он сообщил Мишелю Афляку о готовящемся перевороте. Афляк одобрил переворот, но о распределении власти между ним и военным комитетом никакой договорённости достигнуто не было. После революции 8 марта 1963 года, в результате которой к власти в Сирии пришла партия Баас, Умран был назначен командиром 5-й бригады в Хомсе, но в июне был повышен до командира 70-й бронетанковой бригады. Также он получил пост заместителя премьер-министра в правительстве Салах ад-Дина Битара.
После этого он стал членом национального совета революционного командования — органа, принимающего основные решения в стране. В целом, совет находился под контролем военного комитета и военного крыла партии Баас, основные решения принимались военными без консультаций с гражданскими специалистами.
В результате государственного переворота 1966 года Умран был отстранён от власти своими бывшими соратниками по военному комитету и помещён в тюрьму Меззех. После шестидневной войны был освобождён, затем бежал в Ливан.
4 марта 1972 года Мухаммед Умран был убит в ливанском городе Триполи.